# Nestlé Smarties Book Prize
O Nestlé Children's Book Prize, conhecido antigamente como Nestlé Smarties Book Prize é um prêmio anual dado a livros de crianças escritos no ano anterior por um cidadão ou morador do Reino Unido. O prêmio é administrado pela Booktrust, uma instituição beneficente independente que promove livros e leitura. O prêmio é patrocinado pela Nestlé.
Uma equipe de jurados adultos escolhe uma pequena lista de livros para o prêmio e  estudantes de todo o Reino Unido votam no primeiro, segundo e terceiro colocados. Um prêmio americano similar é o Dorothy Canfield Fisher Children's Book Award.